# Counseling
Counseling (aus dem amerikanischen Englisch, im britischen Englisch: Counselling) ist die professionelle psychosoziale Beratung von Einzelnen oder Gruppen mit dem Ziel, Problemlösungs- oder Veränderungsprozesse innerhalb eines vergleichsweise kurzen Zeitraums anzustoßen und zu evaluieren. Die im Counseling verwendeten kognitiv-emotionalen Interventionsmethoden sollen die Fähigkeit zu Selbststeuerung und die Selbsthilfebereitschaft fördern, Counselors arbeiten daher mit Gesprächs- und Interventionstechniken, die nur zum Teil mit denen von Psychotherapeuten zu vergleichen sind. In der Regel ist die Interventionstiefe geringer und der Ansatz holistisch, das heißt, das gesamte soziale Umfeld der Klienten und ihre Unterstützungssysteme geraten stärker ins Blickfeld (sog. „kontextuelles Paradigma“ des Counseling). Eine psychologische Ausbildung ist nicht zwingend erforderlich; in den USA findet die Ausbildung häufig an Fachbereichen für Erziehungswissenschaften statt. Hingegen sind z. B. Feldkenntnisse und Berufserfahrungen aus benachbarten Bereichen von Vorteil – so z. B. im Career-counseling.
Einen Sonderfall stellt das Peer-to-peer-counseling dar, die gegenseitige Beratung untereinander von Personen (meist Laien) mit gleichen Interessen oder ähnlichen Erfahrungen.

## Geschichte
Das Konzept des Counseling im Erziehungssystem geht zurück auf das Buch „Choosing a Vocation“ des Ingenieurs, Juristen und Sozialreformers Frank Parsons (1854–1908), der das Boston Covational Bureau für berufsbezogene Beratung und Begleitung gründete. Damals wurde diese Tätigkeit meist Guidance (Berufsberatung) genannt; sie verstand sich aber als nicht-direktiv. Ihr Ziel war, dass sich die Schüler ein hinreichendes Wissen über sich selbst, ihre Fähigkeiten und die Anforderungen der Arbeitsplätze erarbeiten sollten. 1907 etablierte der von John Dewey beeinflusste Jesse B. Davis in Grand Rapids (Michigan) eine Beratungsstunde pro Woche für Schüler im Rahmen des Englischunterrichts. 1913 wurde die erste Counseling-Gesellschaft der USA (NVGA National Vocational Guidance Association – multiprofessional – knowledge of work, knowledge of self, matching the two = vocational guidance) gegründet. Analoge Strömungen entstanden im Bereich der Gesundheitsversorgung; einer der Wegbereiter des Health bzw. Mental Health Counseling war Clifford Beers.
Seit den 1920er Jahren entwickelte sich das Counseling im Rahmen der Etablierung professioneller Hilfeformen in den Bereichen Bildung, Beruf und Gesundheit. In Boston und New York wurden die ersten Counselors zertifiziert. 1928 publizierte Edward Strong das Strong Vocational Interest Inventory (SVII), einen Interessentest zur Berufswahl. 1931 tauchte der Begriff des Counseling zuerst in diesem Kontext auf. Geprägt wurde es von Einflüssen der Kognitions-, Motivations-, Verhaltens- und Lerntheorie, aber weitgehend unabhängig von der (nicht-medizinischen) Psychotherapie. In den 1930er Jahren wuchs auch das Interesse der amerikanischen Regierung am Fach Counseling, als der U.S. Employment Service gegründet wurde. 1951 benutzte Carl Rogers den Begriff für Formen der Unterstützung hilfebedürftiger Klienten, die ihnen jedoch die volle Verantwortlichkeit und Entscheidungsfreiheit überlassen.
Die Aus- bzw. Fortbildung der Counselors ist heute meist in den Fächern Pädagogik, Sozialpädagogik oder Counseling Psychology verankert.

## Situation in Deutschland
1999 publizierte Klaus Lumma das erste deutschsprachige Buch zum Begriff des Counseling. Dieses Nachschlagewerk zur Beratungspädagogik beschreibt die Grundlagen eines neuen Rahmens für pädagogisch-therapeutische Arbeit.
Im Juni 2003 einigten sich 35 deutsche Beratungsverbände, die heute in der Deutschen Gesellschaft für Beratung – DGfB – zusammengeschlossen sind, auf ein gemeinsames Beratungsverständnis. In der Folge wurden Mindeststandards für die Weiterbildung zum Counselor festgelegt. In der Konsequenz des von der OECD und der Europäischen Kommission veröffentlichten Handbuches „Career Guidance and Public Policy: Bridging the Gap“ hat die deutsche Bundesregierung das Nationale Forum Beratung in Bildung, Beruf und Beschäftigung (nfb) initiiert und gefördert, das seit 2006 Standards für Beratung in der lebenslangen Begleitung in Bildung, Beruf und Beschäftigung entwickelt und 2014 veröffentlichte. Im nfb sind zahlreiche Beratungsträger dieses Teilbereiches von Counseling zusammengeschlossen. Allerdings ist der Begriff in Deutschland anders als in den USA nicht geschützt.

## Situation in den USA
Im März 2010 haben sich aufgrund einer Initiative der American Counseling Association (ACA) führende professionelle Gruppen der USA in einer einjährigen Diskussion auf eine gemeinsame Counseling-Definition geeinigt: Die an diesem Prozess beteiligten Organisationen verpflichten sich, diese Definition in ihrer Tätigkeit aktiv zu vertreten: “Counseling is a professional relationship that empowers diverse individuals, families and groups to accomplish mental health, wellness, education and career goals;” die sinngemäße deutsche Übersetzung des NBCC Deutschland lautet: „Counseling ist eine professionelle Beziehung, die einzelne Menschen, Familien oder Gruppen mit vielfältigem Hintergrund in die Lage versetzt, selbst gesteckte Ziele in Bezug auf ihre psychische Gesundheit, ihr Wohlbefinden, ihre Bildung und ihren Berufsweg zu erreichen.“

## Tätigkeitsprofil
Der Begriff wurde durch die Arbeiten von Carl R. Rogers bekannt, doch ist modernes Counseling nicht auf die Methoden der Rogers-Schule beschränkt. Zwar bildet die Theorie der psychologischen Beratung (amerik.-engl. Counseling Psychology, brit.-engl. Counselling Psychology) eine wichtige Grundlage des Counseling, doch stammt das breite Methodeninventar auch aus der amerikanischen pragmatischen, interaktionistischen, systemtheoretischen oder auch lebensweltorientierten Pädagogik und Sozialarbeit, d. h. aus der Arbeit mit (relativ) gesunden Menschen, die jedoch desorientiert sind und bestimmte Probleme nicht allein lösen können und deren Lösung teilweise an Experten delegieren. In dem Maße, in dem sich überlieferte Sozialmodelle (z. B. die "Normalbiographie" oder die "gesunde Familie") als zu idealistisch erweisen, entsteht Beratungsbedarf und steigt die Fremdwissensabhängigkeit bei der Suche nach Lösungen.
Oft arbeiten Counselors mit Angehörigen benachteiligter Gruppen an der Lösung konkreter Alltagsprobleme bzw. sind in der Prävention tätig. Diversity ist daher ein wichtiges Thema der Ausbildung geworden. Ziele sind z. B. der Erwerb sozialer Kompetenzen, die Steigerung der Entscheidungsfähigkeit und der Eigenverantwortung für beruflichen Erfolg oder Gesundheit oder die Armutsprävention. Der Übergang zum Coaching ist wegen der auch im Counseling deutlichen Betonung der Hilfe zur Selbsthilfe fließend. Während Coaching mehr an der Beseitigung von Defiziten ansetzt, ist Counseling oft stärkenorientiert.

## Varianten des Counseling
Es gibt verschiedene Spezialisierungen des Counseling (Familien-Counseling, Familienplanungs-Counseling, Gesundheits-Counseling / Gesundheitsberatung, Schul- und Erziehungs-Counseling, Career Counseling, Employment Counseling, Adventure-Based Counseling / Erlebnispädagogik, gerontologisches Counseling, Behavioral Health Counseling, Domestic Violence Counseling, Drug Addiction bzw. Chemical Dependency Counseling, Gemeinde-Counseling, Haushalts-, Kredit- oder Schuldner-Counseling / Schuldnerberatung, Retreat Counseling, Ehe-Counseling / Marriage Counseling / Eheberatung, Pastorales Counseling im kirchlichen Umfeld  usw.).
Der Berufsverband für Beratung, Pädagogik & Psychotherapie nennt neun Einsatzbereiche und hat für die Mitgliedschaft 25 Methoden anerkannt. Die (…) die American Counseling Association hat 19 spezialisierte Fachbereiche (Divisions).
Zahlreiche amerikanische Hochschulen bieten z. T. extrem spezialisierte Ausbildungen und kurze Fortbildungen für diese Berufsbilder an, was den holistischen Anspruch und die theoretische Fundierung des Berufsbildes allerdings oft in Frage stellt.
Der Unterschied zwischen Therapie und Counseling kann am Beispiel des Gruppen-Counseling verdeutlicht werden, das eine Hilfe für gesunde Menschen mit „difficulties they wish to resolve that are of a personal, educational, social, or vocational nature“ darstellt.
Peer Counseling – d. h. die Beratung durch Menschen in ähnlichen Lebenssituationen, z. B. durch andere Menschen, die ebenfalls mit einer Behinderung leben – ist meist ein Instrument der qualifizierten Laienhilfe. Co-Counseling steht der Gruppenpsychotherapie näher, kommt jedoch ohne Therapeuten aus. Andere Formen der Laienhilfe, die mit Counseling-Methoden arbeiten, gibt es im Gesundheitsbereich, so z. B. der Mental Health Facilitator. Das gruppenbezogene Counseling nutzt oft Methoden aus dem Repertoire der Empowerment-Bewegung.
In rascher Entwicklung vor allem in den USA befindet sich das sog. E-Counseling oder Online-Counseling, für das es dort bereits seit 2001 ethische Richtlinien und seit 2011 auch Zertifizierungen gibt. Inzwischen hat sich der Begriff Distance Counseling durchgesetzt. Eine Weiterentwicklung ist die Kombination von Präsenz- und Online-Beratung als Blended Counseling, z. B. in Form einer app-gestützten Suchtberatung.

## Berufsorganisationen und Ausbildung
Der Berufsverband für Beratung, Pädagogik und Psychotherapie – Professional Association für Counseling, Education & Psychotherapy ist eine methodenübergreifende Vertretung deutscher Counselor. Er hat auf der Grundlage des Beratungsverständnisses der DGfB die Standards, die zur Mitgliedschaft berechtigen, in einer Richtlinie zusammengefasst. Daneben gibt es einige methodengebundene Organisationen, die Mitglieder der DGfB sind.
In den USA ist die Counseling-Ausbildung meist in den Erziehungswissenschaften verankert (in den Departments of Education). Licensed Professional Counselor ist eine geschützte Berufsbezeichnung und setzt einen akademischen Masterabschluss, klinische Erfahrung und Supervisionserfahrung voraus. Die Abschlussprüfung bzw. Zulassung wird durch Bundesgesetze und Gesetze der Bundesstaaten – so z. B. in Colorado, Iowa und South Carolina – geregelt. Übliche Examina sind z. B. National Counselor Examination for Licensure and Certification (NCE) oder das National Certified Mental Health Counselor Examination (NCMHCE). In den USA grenzt sich die Disziplin über eigene Berufsverbände (American Counseling Association – ACA, National Board for Certified Counselors – NBCC, Council for Accreditation of Counseling & Related Educational Programs – CACREP, Chi Sigma Iota – CSI) deutlich von den Psychotherapeuten ab. Die Verbände achten auf die Einhaltung ihres Ethikcodex.
In Großbritannien steht die Tätigkeit des Counsellors dem des Psychotherapeuten näher als in den USA, während in Deutschland in vielen Berufen, in denen in den USA Counselors mit erziehungswissenschaftlichem Hintergrund arbeiten, klinische Psychologen beschäftigt sind.
Die amerikanischen Counseling-Modelle werden in Europa, Asien und Lateinamerika, neuerdings auch in Teilen Afrikas in unterschiedlicher Form adaptiert, was auch mit der je unterschiedlichen Konkurrenz von Berufsverbänden zu tun hat. NBCC international mit Sitz in Greensboro (North Carolina) ist mit Zweigstellen in vielen Ländern der Welt vertreten. Die starke Bindung an die US-amerikanische Counseling-Tradition führt gelegentlich zum Vorwurf, dass die Methodik des Fachs einem kulturellen Bias unterliege und nicht auf asiatische und andere Länder übertragbar sei. Die transkulturelle Adaption der in den USA und Europa entwickelten Methoden stellt mithin eine massive Herausforderung er Disziplin dar, was ihrer steigenden Bedeutung gerade in Asien keinen Abbruch tut.

## Studien- und Weiterbildungsangebote in Deutschland
Die Deutsche Gesellschaft für Beratung/DGfB hat in einer Synopse die zahlreichen Weiterbildungsangebote ihrer Mitgliedsverbände zum Counselor veröffentlicht.
Auch einige Hochschulen bieten die Möglichkeit einer berufsbegleitenden Weiterbildung im Rahmen eines Masterstudiengangs an. So bieten die Evangelische Hochschule für Soziale Arbeit Dresden ein weiterbildendes Studium zum "Master of Counseling" (Master Beratung) und die Katholische Hochschule Nordrhein-Westfalen einen M.A. in Counseling für Ehe-, Familien- und Lebensberatung an. An der Georg-Simon-Ohm-Hochschule Nürnberg wird ein M.A.Beratung und Coaching (Counseling and Coaching) angeboten. Beim Institut für Humanistische Psychologie Eschweiler (IHP) wird eine dreieinhalb- bis viereinhalbjährige Zusatzausbildung zum Counselor, grad. BVPPT angeboten. Eine international eingeführte und zertifizierte Weiterbildung im Bereich des Career Counseling ist der Global Career Development Facilitator, die in Deutschland durch das IUK-Institut in Dortmund angeboten wird.
In der Regel ist eine Counselor-Ausbildung nicht einer bestimmten theoretischen Schule verhaftet. So gelangen Methoden der klientenzentrierten Gesprächsführung ebenso zum Einsatz wie Supervisionstechniken, Methoden der systemischen Beratung oder der reflexiven Sozialforschung. Bei Interventionen in den Anwendungsbereichen Gesundheit, Sucht und Stress gelangen oft Techniken des Cognitive behavioral training zum Einsatz.

## Arbeitsmarkt
Der sich in Deutschland erst allmählich entwickelnde Arbeitsmarkt für Counselors überschneidet sich mit den Arbeitsmärkten für Sozialpädagogen, Sozialarbeiter, Pädagogen, Case Manager, Gesundheitserziehung und z. T. auch klinischen Psychologen. Counselors werden als Fachkräfte u. a. in der Familienhilfe, Jugendhilfe, Rehabilitation, Suchtberatung, Berufsberatung, Arbeitsvermittlung und Arbeitslosenbetreuung, Erziehungsberatung oder Supervision – auch als Selbstständige – tätig.